# Paço de São Cristóvão
Il Paço de São Cristóvão (dal portoghese Palazzo di San Cristoforo) è un palazzo in stile neoclassico situato nel parco di Boa Vista a Rio de Janeiro, in Brasile.
Fu costruito tra 1819 e 1821 da Pierre-Joseph Pézerat come residenza degli imperatori del Brasile fino al 1889, anno della deposizione Pietro II e della nascita della repubblica in Brasile. 
Fino al 2 settembre 2018, data in cui il palazzo fu devastato da un incendio, era sede del Museo nazionale del Brasile.